# Skiemy
Skiemy – dawna kolonia. Tereny na których leżała znajdują się obecnie na Białorusi, w obwodzie witebskim, w rejonie postawskim, w sielsowiecie Wołki.

## Historia
W czasach zaborów w powiecie wilejskim, w guberni wileńskiej Imperium Rosyjskiego.
W dwudziestoleciu międzywojennym folwark a następnie kolonia leżała w Polsce, w województwie wileńskim, w powiecie duniłowickim (od 1926 postawskim), w gminie Norzyca.
Według Powszechnego Spisu Ludności z 1921 roku zamieszkiwało tu 16 osób, wszystkie były wyznania rzymskokatolickiego i zadeklarowały polską przynależność narodową. Były tu 2 budynki mieszkalne. W 1931 w 6 domach zamieszkiwało 31 osób.
Wierni należeli do parafii rzymskokatolickiej w Dzierkowszczyźnie. Miejscowość podlegała pod Sąd Grodzki w Duniłowiczach i Okręgowy w Wilnie; właściwy urząd pocztowy mieścił się w Łasicy.
W 1938 roku miejscowość należała do gromady Wierecieje gminy Norzyca.